# 西蒙·特里
西蒙·特里（英語：Simon Terry，1974年3月27日—），英国男子射箭运动员。他曾代表英国参加1992年、2008年和2012年夏季奥林匹克运动会射箭比赛，其中1992年奥运会获得二枚铜牌。